# Повіт Моґамі
Пові́т Моґа́мі (яп. 最上郡, もがみぐん, МФА: [mogamʲi guɴ]) — повіт в префектурі Ямаґата, Японія.